# Juan Ponce de León
Juan Ponce de León, född omkring 1460 i Santervás de Campos, Kastilien och León, död 1521 i Havanna, Kuba, var en spansk upptäckare, conquistador och Puerto Ricos förste guvernör.

## Biografi
Ponce de León deltog i Columbus' andra resa 1493 till "den nya världen" och reste 1502 åter till Västindien. År 1508-09 koloniserade han Puerto Rico.
Sedermera seglade han med en eskader norrut och upptäckte samt namngav halvön Florida (1512), där han blev spansk guvernör.  Det skedde 1513 i hans jakt på ungdomens källa.[källa behövs] Platsen dit han kommit döpte han till Tierra Florida, det som idag är delstaten Florida - blommornas land.
Från Florida företog han två expeditioner mot kariberna, men bägge misslyckades, och på den senare blev han sårad samt dog på Kuba, 1521.
Flera platser är uppkallade efter Ponce de León, bland annat staden Ponce i Puerto Rico, orten Ponce de Leon i Florida och bukten Ponce de Leon Bay i Florida.